# Фильсэкк
Фильсэкк (нем. Vilseck) — город в Германии, в северо-восточной части Баварии. 
Входит в состав района Амберг-Зульцбах административного округа Верхний Пфальц. Расположен на реке Фильс, притоке реки Наб. Население составляет 6501 человек (на 31 декабря 2010 года). Занимает площадь 64,71 км². Находится на высоте 402 метра над уровнем моря. Официальный код — 09 3 71 156.
Город географически отделён от близлежащей крупной американской военной базы, известной как Казармы Розы (англ. Rose Barracks), но чаще называемой Фильсэкк. База была построена в 1937—1938 годах и называлась «Южный лагерь» (нем. Südlager).
Город подразделяется на 35 городских районов.
Фильсэкк граничит с муниципалитетами Эдельсфельд, Кёнигштайн, Фрайунг и Ханбах.

## История
Около 925 года на реке Фильс было начато строительство замка. Первоначально он состоял из деревянной сторожевой башни с валом и рвом, в XII веке была построена каменная сторожевая башня. В то время замок называли Экк, так как он был расположен на изгибе реки Фильс..
В 1104 году Экк был разрушен императором Генрихом IV во время его борьбы против графа Беренгара II Зульцбахского.
1185 год — Первая упоминание в документах города Фильсэкк.
С 1188 по 1268 год Фильсэкк и прилегающие районы подчинялись фогту Бамбергского епископата под защитой императоров Штауффенов.
В 1190-х годах был построен новый замок, что привело к росту нового города Фильсэкк.
С 1269 по 1802 год город управлялся Бамбергскими епископами.
С 1332 по 1380 годы шло строительство городской крепости: стена общей протяжённостью 940 м и высотой 9 м, окружённая рвом, 17 башен и трое ворот. В 1380 году епископ Бамбергский Ламперт фон Брунн дал Фильсэкку права города с присвоением герба. Построена ратуша. В 1407—1412 построена приходская церковь на римском фундаменте. В 1466 году сооружена сторожевая башня, прозванная «Птичья башня» (нем. Vogelturm) и ставшая со временем достопримечательностью и символом Фильсэкка.
В 1512 году замок во время Крестьянской войны был захвачен, разграблен и сожжён рыцарями Гансом Пфлугом и Хандом Зельбицем, соратниками Гёца фон Берлихинген. Через 10 лет, в 1522 году город разграблен солдатами Альбрехт IV, большая его часть, включая ратушу, сгорела.
В 1620 году город разграблен во время Тридцатилетней войны. В 1631—1634 годах «Чёрная смерть» уносит большую часть населения Фильсэкка. В 1638—1639 годах город вновь разграблен во время Тридцатилетней войны.
В 1802 году город присоединён к Баварии. В 1803 году включён в Верхний Пфальц. В 1808 году деревни рядом с Фильсэкком, такие как Грессенвер, Ирльбах, Лангенбрюк, Шлихт и Зигель, становятся политически структурированными общинами. В 1838 году король Баварии Людвиг I разрешил учредить в Фильсэкке окружной суд (нем. Landgericht). С 1852 по 1919 год Фильсэккский округ был крупным административным образованием, включавшим общины Адльхольц, Эхенфельд, Гебенбах, Грессенвер, Гроссшонбрунн, Ханбах, Ибер, Ирлбах, Кюрмройт, Лангенбрюк, Массенрихт, Шлихт, Сеугаст, Зигель, Сиграс, Сюсс, Фильсэкк и Вайсенберг.
В 1864 году сгорела городская ратуша в огне. На её мест было решено построить новое здание окружного суда. В 1901 году открыта городская телефонная станция. В 1908 году в Графенвере открыт Северный учебный центр Германской имперской армии.
В 1929—1930 годах сооружена городская система водоснабжения. В 1937—1938 года рядом с городом построена база Вермахта, в связи с чем городская система водоснабжения была расширена. Кроме того, для расширения учебного полигона в Графенвере пришлось эвакуировать несколько деревень.
В 1945 году немецкая армейская база Зюдлагер капитулировала перед армией США.
В 1951 году начато строительство новой железнодорожной станции. В 1956-1959 годах была построена протестантская церковь. В 1957 году началось строительство городской канализационной системы. В 1962—1964 годах построена городская гимназия.
В период с 1981 по 1993 год армия США вложила примерно на 1 млрд немецких марок в расширение своей базы в Фильсэкке.
В 2000 году состоялось торжественное открытие «Erstes Deutsches Türmermuseum» (1-й немецкий музей сторожевой башни).

## Население
По оценке на 31 декабря 2015 года население общины Фильсэкк составляет 5893 чел. 

| Дата      | 1840 | 1871 | 1900 | 1925 | 1939 | 1950 | 1961 | 1970 | 1987 | 2011 |
| --------- | ---- | ---- | ---- | ---- | ---- | ---- | ---- | ---- | ---- | ---- |
| Население | 4317 | 3756 | 3585 | 3824 | 3955 | 5738 | 5590 | 5856 | 5541 | 6020 |

| Год       | 1960 | 1970 | 1980 | 1990 | 2000 | 2009 | 2010 | 2011 | 2012 | 2013 | 2014 | 2015 |
| --------- | ---- | ---- | ---- | ---- | ---- | ---- | ---- | ---- | ---- | ---- | ---- | ---- |
| Население | 5571 | 5870 | 5452 | 6195 | 6466 | 6426 | 6501 | 5959 | 5926 | 5865 | 5877 | 5893 |

## Фильсэкк и Армии США

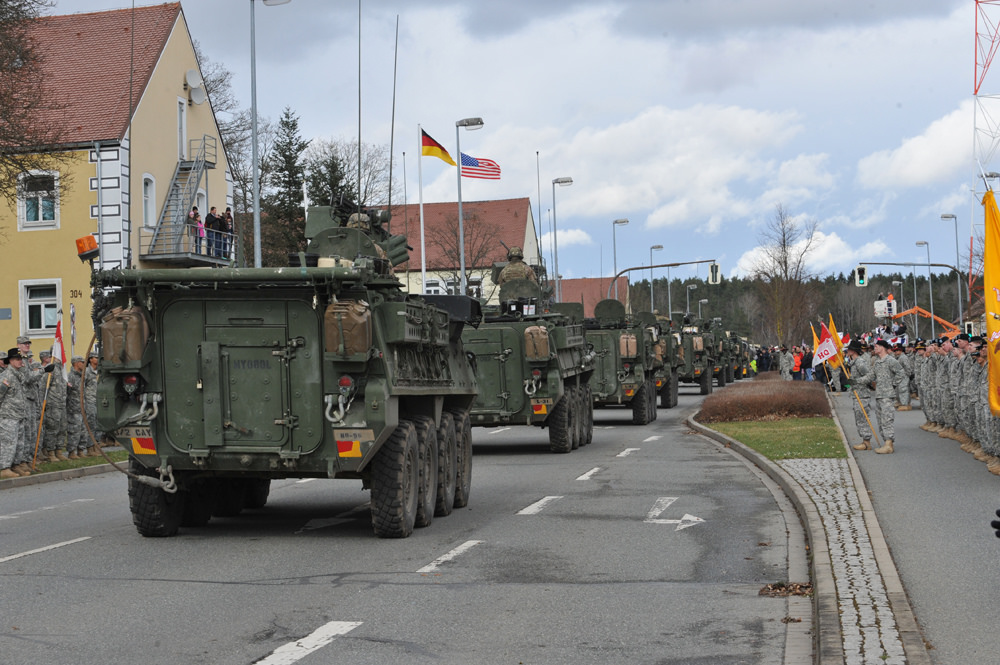
Бронированные машины Армии США Stryker возвращаются на базу Rose Barracks после Операции «Драгунский рейд» (2015 год)

Фильсэкк является домом для базы Армии США Rose Barracks, расположенной в непосредственной близости от города. В настоящее время на Rose Barracks базируются следующие подразделения:
- 2-й кавалерийский полк
- Госпиталь
- 72-е медицинское отделение (ветеринарная служба)
- 39-й финансовый батальон
- 2-я эскадрилья воздушной поддержки операций (2d Air Support Operations Squadron)
- Элементы Объединённого многонационального команды обучения[англ.] 7-й армии
- 27-й экспедиционный отряд морской пехоты (27th Marine expeditionary unit)
- 514-й взвод военной полиции

В 2006 году, после того как в Rose Barracks был передислоцирован 2-я бронетанковый кавалерийский полк, Фильсэкк и учебный полигон Графенвёр стали одним из крупнейших транспортных узлов американской армии в Европе. В рамках перегруппировка усилий, американская военная база в Фильсэкке была расширена.